# Gyōda, Saitama
Gyōda (行田市 Gyōda-shi) là một thành phố thuộc tỉnh Saitama, Nhật Bản.